# Pontia helice
Pontia helice is een vlindersoort uit de familie Pieridae (witjes) en de onderfamilie Pierinae.
De wetenschappelijke naam  werd in 1764 gepubliceerd door Carl Linnaeus.